# Аксельрод Зелік Мойсейович
Зелік Аксельрод (їд. זעליק אַקסעלראָד; 30 грудня 1904, Молодечно, Російська імперія — 26 червня 1941, Мінськ, СРСР) — єврейський радянський поет, перекладач. Брат художника Меєра Аксельрода.

## Біографія
Аксельрод навчався в Московському педагогічному інституті імені Бубнова, у 1922-1925 роках у Вищому літературно-мистецькому інституті імені Брусова, в 1928 році закінчив літературний факультет Московського педагогічного інституту. Саме художня атмосфера Москви 1920-х років вплинула на формування поетичного смаку Аксельрода, твори якого виділялися своєю ліричністю.
Після навчання повернувся до Мінська. Працював у Державному видавництві БРСР, а з 1931 року — секретарем єврейського журналу «Стерн Білостокер». За своє коротке життя він видав 4 книги віршів. Писав на мові їдиш. Член БелАПП з 1928 року. У 1934 роціприйнятий до Спілки письменників Білорусі, де разом з Іззі Харик очолив секцію єврейських письменників.
Успішно виступав у Мінську з віршами. Збірка віршів «Око за око» вийшла у 1937 році російською мовою в перекладі Михайла Світлова.
У віршах схвалює соціалістичні перетворення в країні, дружбу радянських народів. Перекладав на їдиш білоруську та російську класику (Янка Купала, Олександр Пушкін, Микола Некрасов). Він переклав поему «Великому Сталіну від білоруського народу», але це не врятувало його від репресій, оскільки його постійно звинувачували у «буржуазному індивідуалізмі», «нездоровому інтересі до минулого» і так далі.
У 1939 році Зелік Аксельрод поїхав до Білостока, де опікав групу єврейських письменників, що втікали з Польщі. Був виконавчим секретарем, а потім останнім головним редактором журналу «Білостокерн Стерн». Там він познайомився з Перл Вайссенберг, дочкою відомого єврейського письменника Айзека Меєра Вайссенберга, і одружився з нею.
Він виступав проти закриття шкіл на мові їдиш і звернувся з листом до першого секретаря Комуністичної партії Білорусі Пантелеймона Кіндратовича Пономаренко. На зборах єврейських письменників у Мінську 30 травня 1941 року він різко заперечував голові Спілки письменників Білорусі Михайлу Линькову, який стверджував: «єврейські радянські письменники не створювали образів героїв великого значення». Зелік незабаром був заарештований. На допиті 18 червня його звинуватили у «написанні націоналістичної організації».
За словами очевидців, 26 червня 1941 року під час відступу Червоної Армії з Мінська, в'язнів вивезли до лісу, відібрали політичних і розстріляли, зокрема Аксельрода. Був реабілітований у 1957 році.

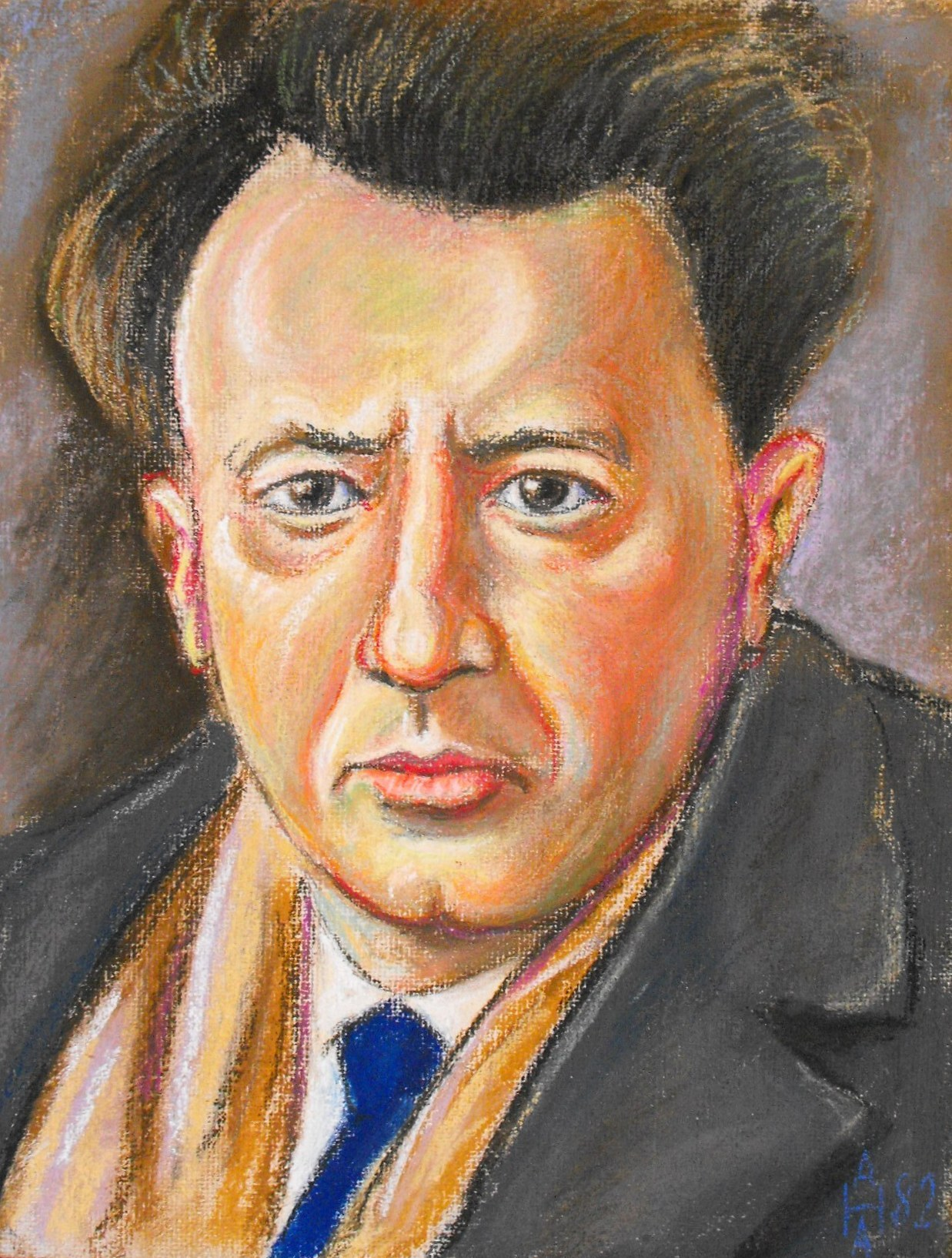
Анатолій Наліваєв «Портрет поета Зеліка Аксельрода»